# حوضه آبریز رودخانه کرخه

موقعیت حوضه آبریز رودخانه کرخه

حوضه آبریز رودخانه کرخه با نام اختصاری کرخه بزرگ یکی از حوضه‌های باز ایران است که در تقسیم‌بندی حوضه‌های آبریز ایران، حوضهٔ فرعی به‌شمار می‌رود و زیرمجموعهٔ حوضهٔ آبریز خلیج فارس و دریای عمان است. مساحت این حوضه، ۵۱۶۴۳ کیلومتر مربع و رود اصلی آن، کرخه است.

## جغرافیا
حوضهٔ آبریز کرخهٔ بزرگ شامل بیش از نیمی از استان‌های لرستان و کرمانشاه و بخش‌هایی از استان‌های کردستان، همدان، ایلام و خوزستان است. آبراههٔ اصلی حوضه، رود کرخه است که از تلاقی رودهای سیمره و زال در جنوب پل دختر تشکیل شده‌است. رود سیمره نیز از به‌هم‌رسیدن رودهای گاماسیاب و قره‌سو شکل گرفته‌است. رود گاماسیاب از دامنه‌های کوه گرین نهاوند و قره‌سو از شمال کرمانشاه سرچشمه می‌گیرند. این دو رود در جنوب هرسین با یکدیگر می‌آمیزند و از آنجا به بعد با نام سیمره خوانده می‌شوند که خط مرزی استان‌های لرستان و ایلام است. رود کشکان نیز از ارتفاعات شرق و شمال خرم‌آباد سرچشمه می‌گیرد و به رود سیمره می‌پیوندد که پس از تلاقی سیمره و زال کرخه نامیده می‌شود نام قدیم این رود برگرفته از نام قوم کردوخ گرفته شده که بنابه گفتهٔ گزنفون در نواحی شمال دجله ساکن بوده‌اند. رود کرخه در غرب سوسنگرد به هورالعظیم می‌ریزد و وارد عراق می‌شود.

## زیرحوضه‌ها
برپایهٔ دستور العمل تقسیم‌بندی حوضه‌های ایران، حوضهٔ آبریز کرخه بزرگ به زیرحوضه‌های زیر تقسیم می‌شود:
| کد  | نام اختصاری زیرحوضه | مساحت کیلومتر مربع | تعداد زیرحوضه‌ها |
| --- | ------------------- | ------------------ | --------------- |
| ۲۲۱ | کرخه                | ۱۳۰۲۰٫۷            | ۵               |
| ۲۲۲ | کشکان               | ۹۵۲۴٫۲             | ۸               |
| ۲۲۳ | سیمره               | ۲۹۳۶۷٫۴            | ۵               |